# STOXX
STOXX(스톡스)는 엄격한 규칙 기반의 투명한 지수의 포괄적인 글로벌 패밀리를 개발, 유지, 배포 및 마케팅하는– 다양한 자산 분류에 걸친 글로벌 시장을 다루는 글로벌 지수 제공업체이다. 추크(스위스)에 본사를 두고 뉴욕, 에슈보른(독일), 런던에 주요 지점을 둔 STOXX는 ISS STOXX의 일부이며, ISS STOXX는 도이치 뵈르제 그룹의 일부이다. STOXX는 17,000개 이상의 지수를 계산하며, 또한 DAX 지수의 관리자로 활동한다.
STOXX 지수는 상장지수 펀드(ETF), 상호 펀드, 선물, 옵션, 구조화 상품 및 기타 목적에 사용하기 위해 금융기관 및 기타 사용자에게 라이센스된다.

## 역사
STOXX Limited는 유로 스톡스 50 우량주 벤치마크 및 기타 지수가 출시된 1998년에 운영을 시작했다. 2000년 STOXX는 모든 지수에 자유 부동 시가총액을 구현한 최초의 지수 제공업체였다. 2009년 12월 다우 존스가 합작 회사에서 탈퇴한 후 도이치 뵈르제와 SIX 그룹은 STOXX의 단독 주주가 되었다. 얼마 지나지 않아 STOXX는 모든 지수에서 "DJ/다우 존스" 접두사를 제거하여 이름을 변경했다. 2010년 7월 STOXX는 도이치 뵈르제 및 SIX 스위스 거래소 지수의 마케팅 대행사가 되었다.
2015년 도이치 뵈르제는 합작 회사 Indexium AG의 나머지 지분과 함께 STOXX의 나머지 49.9% 지분을 6억 5천만 스위스 프랑의 비용으로 SIX 그룹에서 인수했다.
2019년 STOXX는 Axioma Inc.와 합병하여 Qontigo를 설립했다.
2023년 STOXX는 도이치 뵈르제 그룹의 투자 관리 솔루션 사업 부문인 ISS STOXX의 일부가 되었다.

## 지수
STOXX 지수군은 다양한 시장 부문과 다양한 투자 전략을 다루는 광범위한 지수를 나타낸다. 지역 수준에서 이 지수는 처음에는 유럽, 유로존 및 동유럽을 포함했다.
2011년 STOXX는 글로벌 지역 및 국가에 대한 일관된 글로벌 지수군을 추가하여 지수 범위를 확장했다. STOXX 1800은 글로벌 지수로, 아시아 태평양 지역에서 600개의 구성 종목을 포함한다.
STOXX는 잘 알려진 유로 스톡스 50, STOXX Europe 50, STOXX Europe 600 지수를 계산 및 배포하며, 이는 옵션, 선물 및 지수 펀드와 같은 수많은 파생 금융 상품의 기초 지수로 사용된다.
2013년부터 GC Pooling 지수군을 통해 STOXX는 담보부 유로 대출 거래를 기반으로 한 완전히 규칙 기반의 은행 간 금리 벤치마크를 제공한다. 유럽 중앙은행(ECB)은 STOXX GC Pooling 지수를 새로운 유로 담보부 벤치마크로 사용한다.
2016년 STOXX는 첫 번째 고정 수입 지수인 EURO STOXX 50 Corporate Bond Index를 도입했다. 이 지수는 유로 스톡스 50 기업의 회사채를 추적한다.
2018년 STOXX는 선도적인 자산 소유자의 표준 책임 투자 기준을 충족하는 40개 이상의 벤치마크의 ESG 심사 버전을 출시했다. 이 제품군은 유로 스톡스 50® 및 STOXX® Europe 600의 ESG-X 버전을 포함하여 글로벌, 지역 및 신흥 시장 벤치마크의 ESG-X 버전을 제공한다. ESG-X 지수는 시장 및 평판 위험을 제한하는 것을 목표로 하는 표준 규범 및 제품 기반 제외를 통합하는 동시에 낮은 추적 오차와 해당 벤치마크와 유사한 위험-수익 프로필을 유지한다.
2019년 STOXX는 새로운 ESG-X 지수군인 EURO STOXX 50 ESG를 출시하여 책임 투자에 대한 집중을 지속했으며, EURO iSTOXX® Ocean Care 40 및 STOXX® Global Next Generation Telecoms를 포함하도록 주제별 제품군을 확장했다.
2020년 STOXX는 저탄소 경제로의 전환을 촉진하고 투자를 파리 기후 협약과 일치시키도록 설계된 DAX 50 ESG 및 EU 준수 기후 벤치마크 지수를 도입했다.
2021년 DAX 지수는 30개에서 40개 구성 종목으로 확장되었다.
2023년 ISS STOXX 생물 다양성 지수가 출시되었다.

## ESG & 지속 가능성
STOXX는 투자자들이 지속 가능성 약속과 목표를 달성할 수 있도록 지수 솔루션을 출시했다.
- "제외" 전략 - 포트폴리오의 ESG 프로필을 높이면서 낮은 추적 오차를 유지하려는 범주
- "향상" 전략 - 벤치마크 노출을 유지하면서 포트폴리오의 ESG 프로필을 극대화하려는 투자자를 위한 범주